# Bundesgartenschau 1971

Sonderstempel der Deutschen Bundespost zur BUGA 71

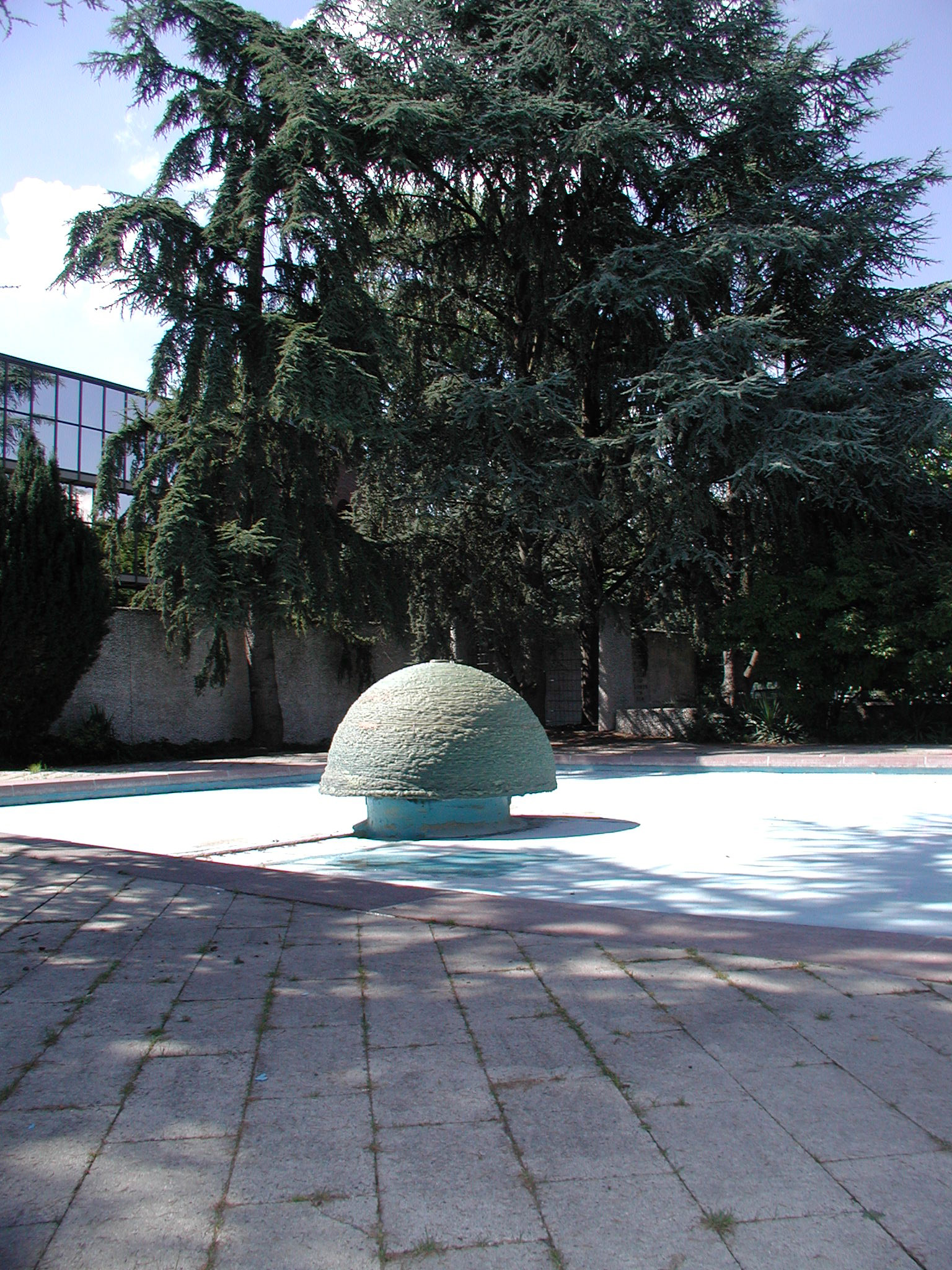
Brunnen von H. Wiese, am „Mittelmeergarten“

Die Bundesgartenschau 1971 (BUGA 71) fand vom 29. April bis zum 24. Oktober 1971 in Köln statt. Sie stand unter dem Motto „Festival in Köln“.

## Vorgeschichte
Ziel der ursprünglichen Planung für diese Bundesgartenschau war es, das Gebiet zwischen dem inneren und äußeren Grüngürtel von Köln, dem „Grünzug Süd“, zu sanieren. Das Gelände umfasste eine Fläche von etwa 140 ha, von dem 80 ha für die Bundesgartenschau genutzt werden sollten. Es lag an der Vorgebirgstraße im Stadtteil Zollstock zwischen dem Bischofsweg, bezog den Vorgebirgspark mit ein und reichte bis zum äußeren Grüngürtel. 1962 wurde zwischen der Stadt und dem Zentralverband Gartenbau ein Vertrag über die Durchführung der Bundesgartenschau geschlossen und ein Ideenwettbewerb ausgeschrieben. Die anschließend prognostizierten Kosten und die Rezession von 1965/66 führten jedoch dazu, dass die Planung 1966 in dieser Form aufgegeben und auf das Bundesgartenschaugelände von 1957, den Rheinpark, zurückgegriffen wurde, um die dort bereits bestehenden Einrichtungen nutzen zu können, ergänzt um die linksrheinische Riehler Aue.

## Gartenschau
Die Schirmherrschaft über die Bundesgartenschau übernahm Bundespräsident Gustav Heinemann. Die Arbeiten standen unter der Leitung des Gartendirektors der Stadt, Kurt Schönbohm.
Insgesamt umfasste die BUGA 71 eine Ausstellungsfläche von 70 ha. Dem Zeitgeschmack entsprechend wurden Kunstwerke von Otto Piene (Windplastiken), François Baschet, Alexander Sarda und Anton Berger (kinetische Metallobjekte) aufgestellt, die erst im Zusammenspiel mit Wind und Wasser zur vollen Entfaltung kommen.

### Rheinpark

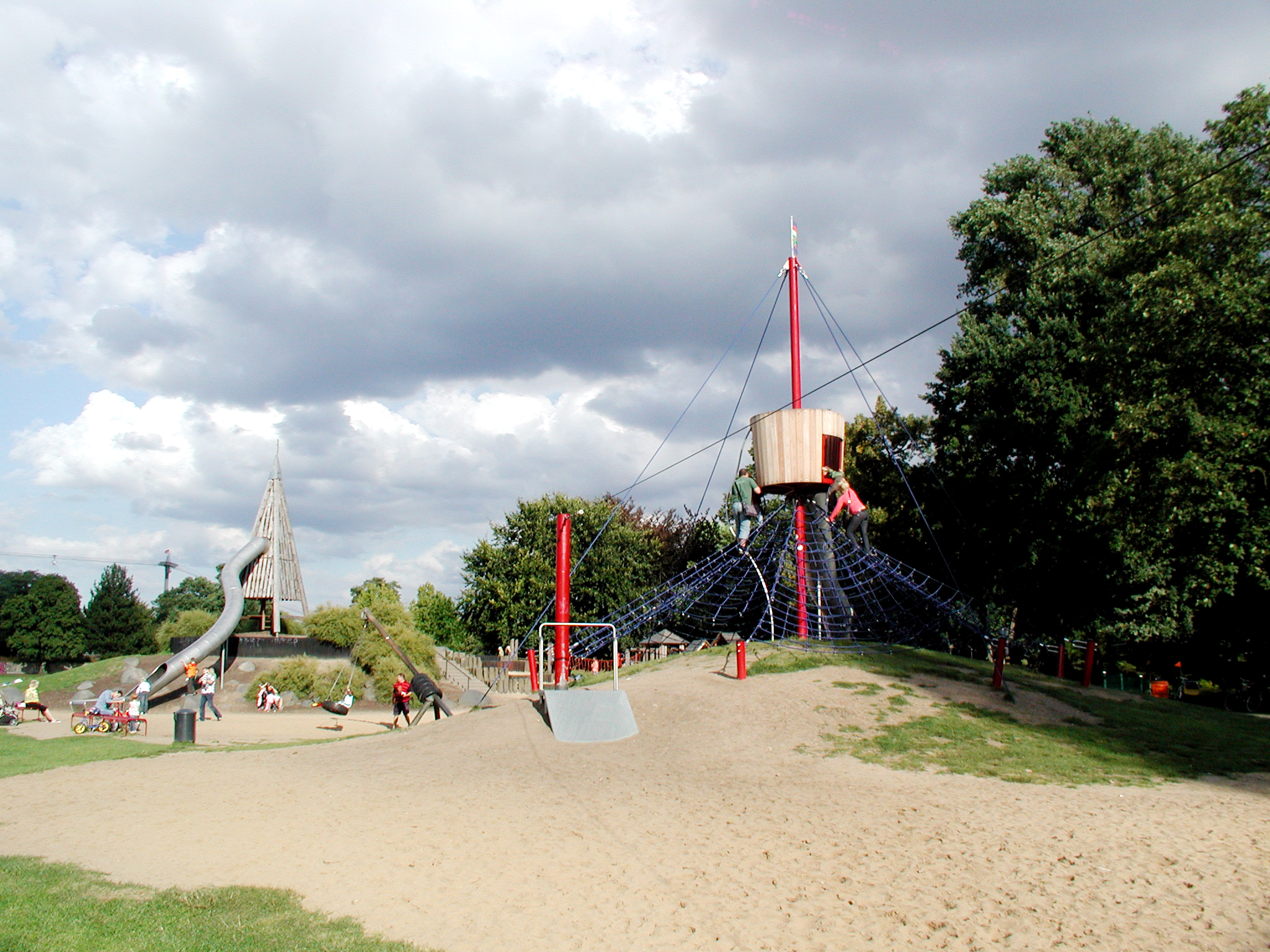
Spielhügellandschaft

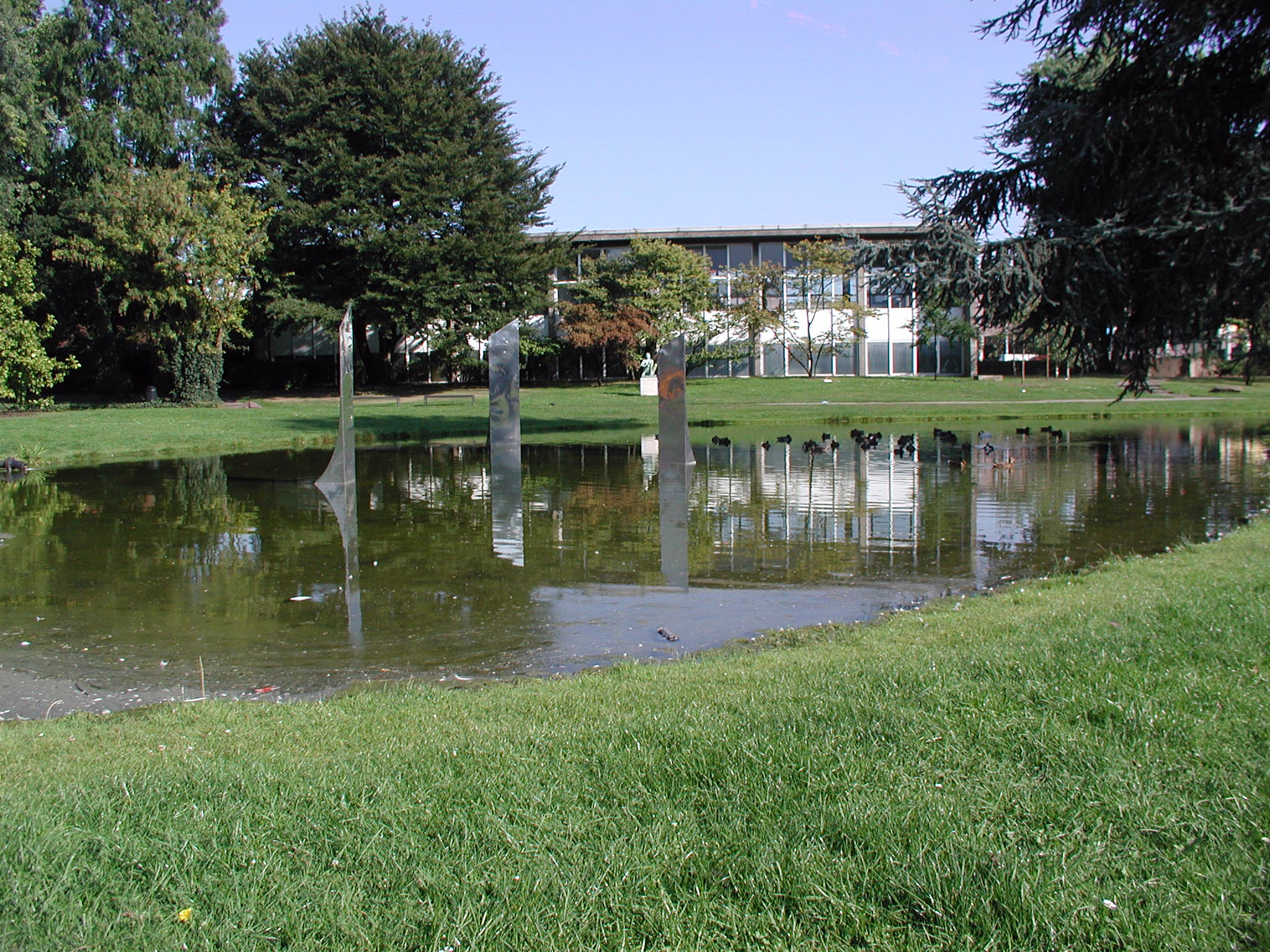
Wasser-Objekte, Gelände „Mittelmeergarten“

Der Rheinpark wurde weitgehend unverändert belassen. Über den bereits vorhandenen Bestand hinaus wurden hier der Mittelmeergarten, gestaltet von dem israelischen Künstler Walter Polak, und eine Spielhügellandschaft ergänzt. Der Mittelmeergarten hatte mehrere Wasserspiele, die von vielen mit südländischen Pflanzen bestückten Kübeln umgeben waren, und so eine mediterrane Landschaft suggerierten.

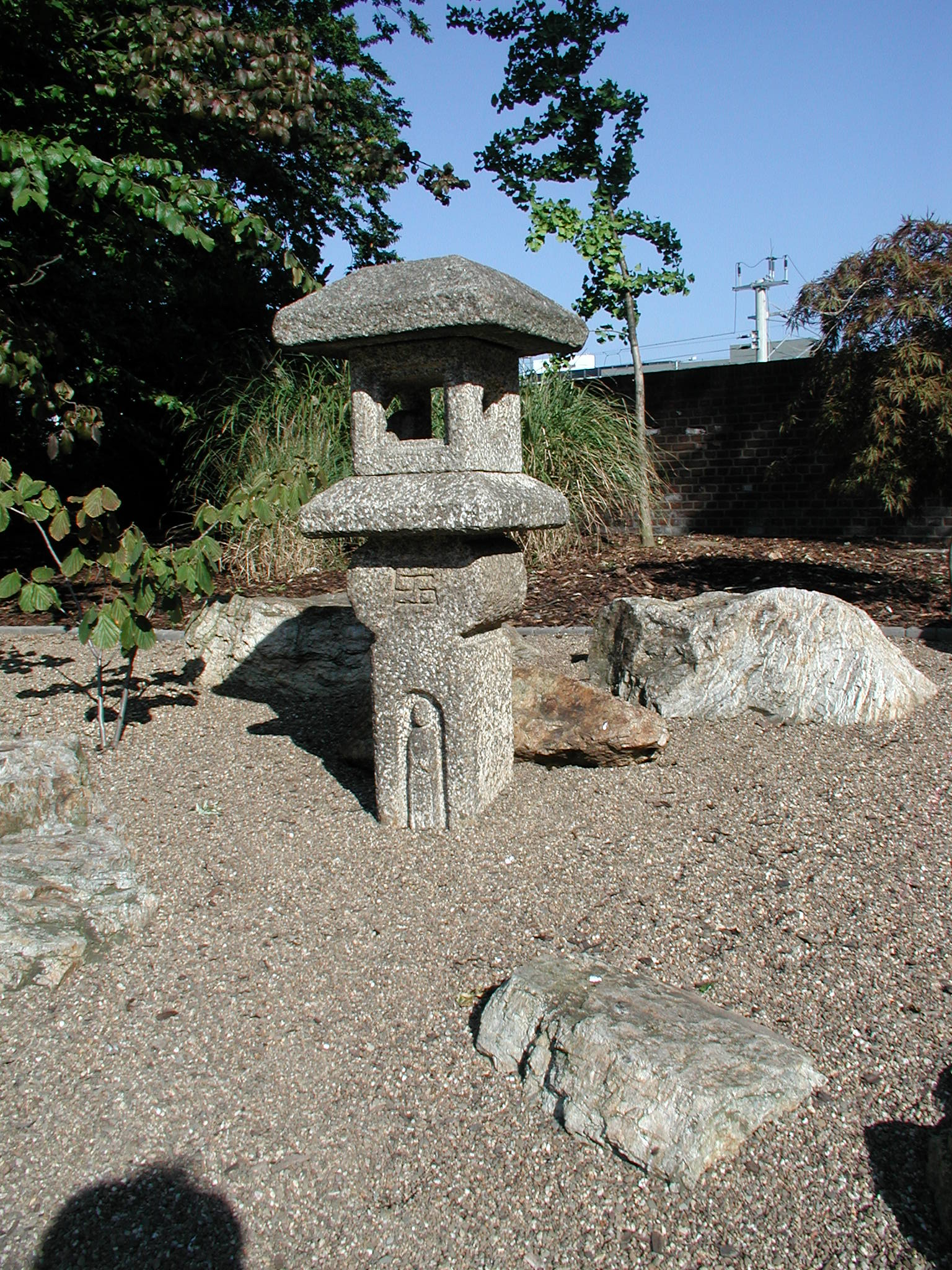
Geschenk der Partnerstadt Kyōto

In den Messehallen wurden exotische Pflanzen gezeigt. In Halle 7 stellten auch einige Kölner Partnerstädte aus: Liverpool, Turku, Tunis, Kyōto und Johannesburg.

### Riehler Aue

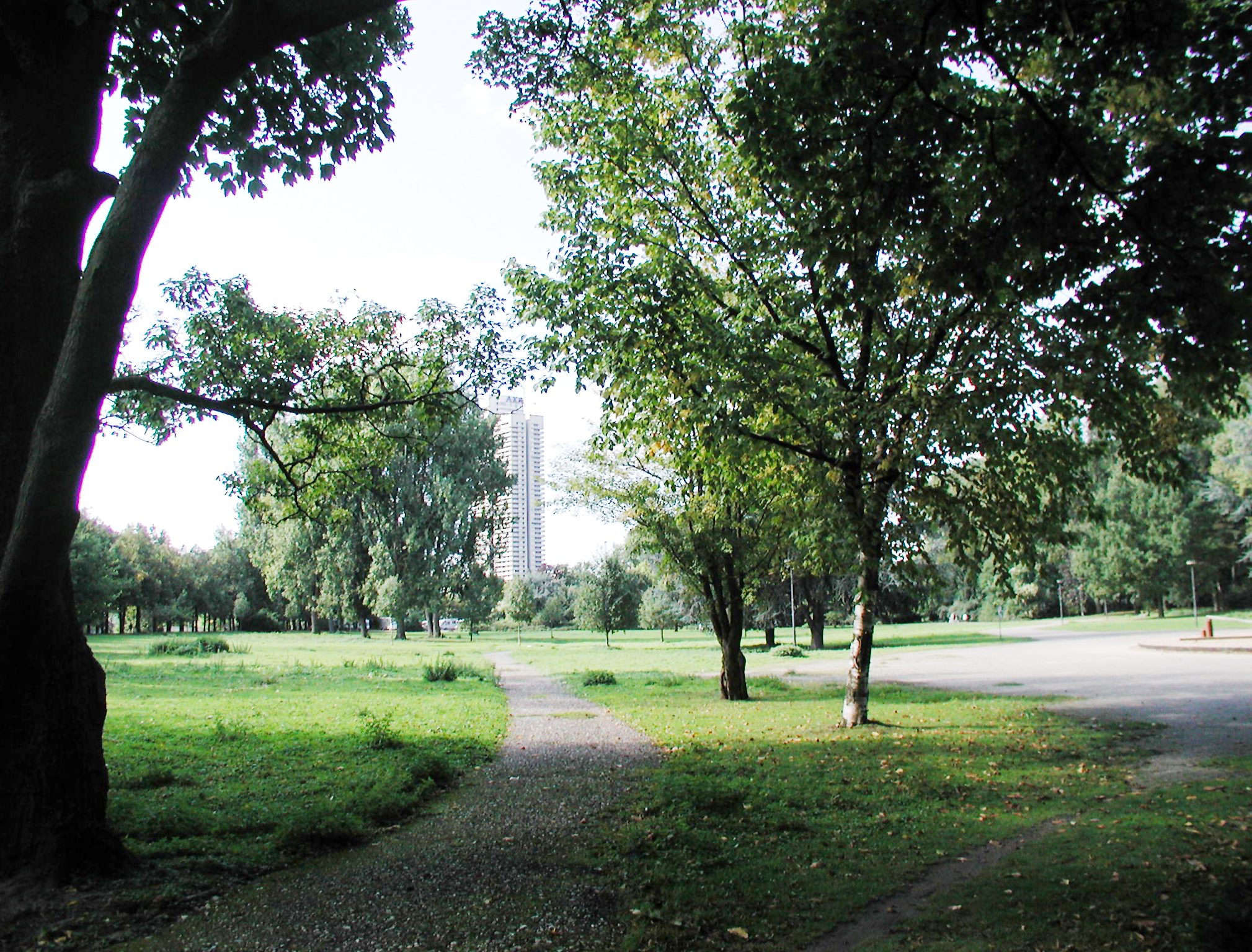
Teilareal der BUGA 71

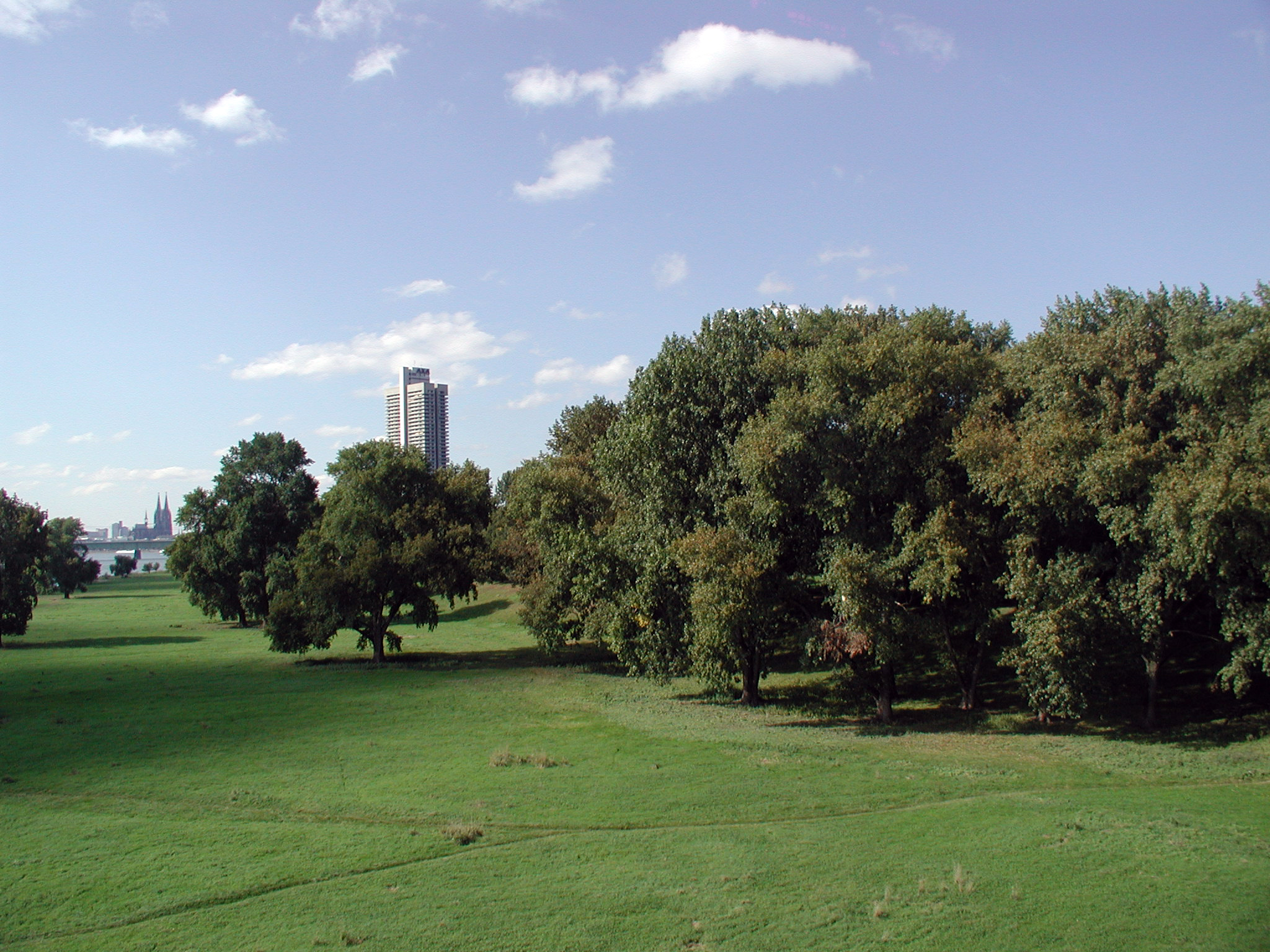
Blick über die Riehler Aue nach Süden

Die Riehler Aue war insgesamt 27 ha groß. Davon waren 16 ha Überschwemmungsgebiet und für eine gärtnerische Gestaltung nicht nutzbar. Die restlichen 11 ha lagen hinter dem Rheindeich und wurden um 7 m aufgeschüttet. Die Arbeiten begannen hier 1969.
Blickfang war eine leuchtend-orange 13 m hohe Halbkugel aus Kunststoff, die sich durch erhöhten Luftdruck im Innern selbst trug. Hier wurde unter der Bezeichnung „Flora-Vision 71“ in einer Dia-Show mit einer großen Anzahl Diaprojektoren Informationen über den Gärtnerberuf und Hilfestellungen bei Fragen und Problemen rund um den Hobby-Gartenbau gegeben. Diese audiovisuelle Technik war damals neu.
Zusätzlich fanden in einer Anzahl von schon lange vor der Ausstellung angelegten Mustergärten Sonderschauen statt. Bei dieser unter dem Motto „Zeitgemäße Gartenformen“ stehenden Schau handelte es sich um 19 von Gartenarchitekten geplanten „Wohngärten“, die durch Firmen des Garten- und Landschaftsbaus unter Wettbewerbsbedingungen ausgeführt worden waren. Dieser Bereich gliederte sich in „Größere Hausgärten“, „Reihenhausgärten“, „Terrassengärten“ und „Atriumgärten und Gartenhöfe“. Die Anlagen in der Riehler Aue wurde nach dem Ende der Ausstellung weitgehend zurückgebaut. Nur die angelegten Wege und der Baumbestand verblieben.

### Tivoli
Im Anschluss an diesen Gartenteil wurde noch ein 8 ha großer Freizeitpark, nach dänischem Vorbild als Kölner Tivoli bezeichnet, als Vergnügungspark angelegt. Elektrische Fahrbetriebe und gastronomische Einrichtungen sollten hier die Attraktivität der Gartenausstellung erhöhen. Hauptattraktion war ein Riesenrad von 40 Metern Höhe. Nach dem Ende der Bundesgartenschau wurde der Freizeitpark weiterbetrieben. Doch zurückgehendes Publikumsinteresse führte 1975 zum Konkurs.

### Interner Verkehr

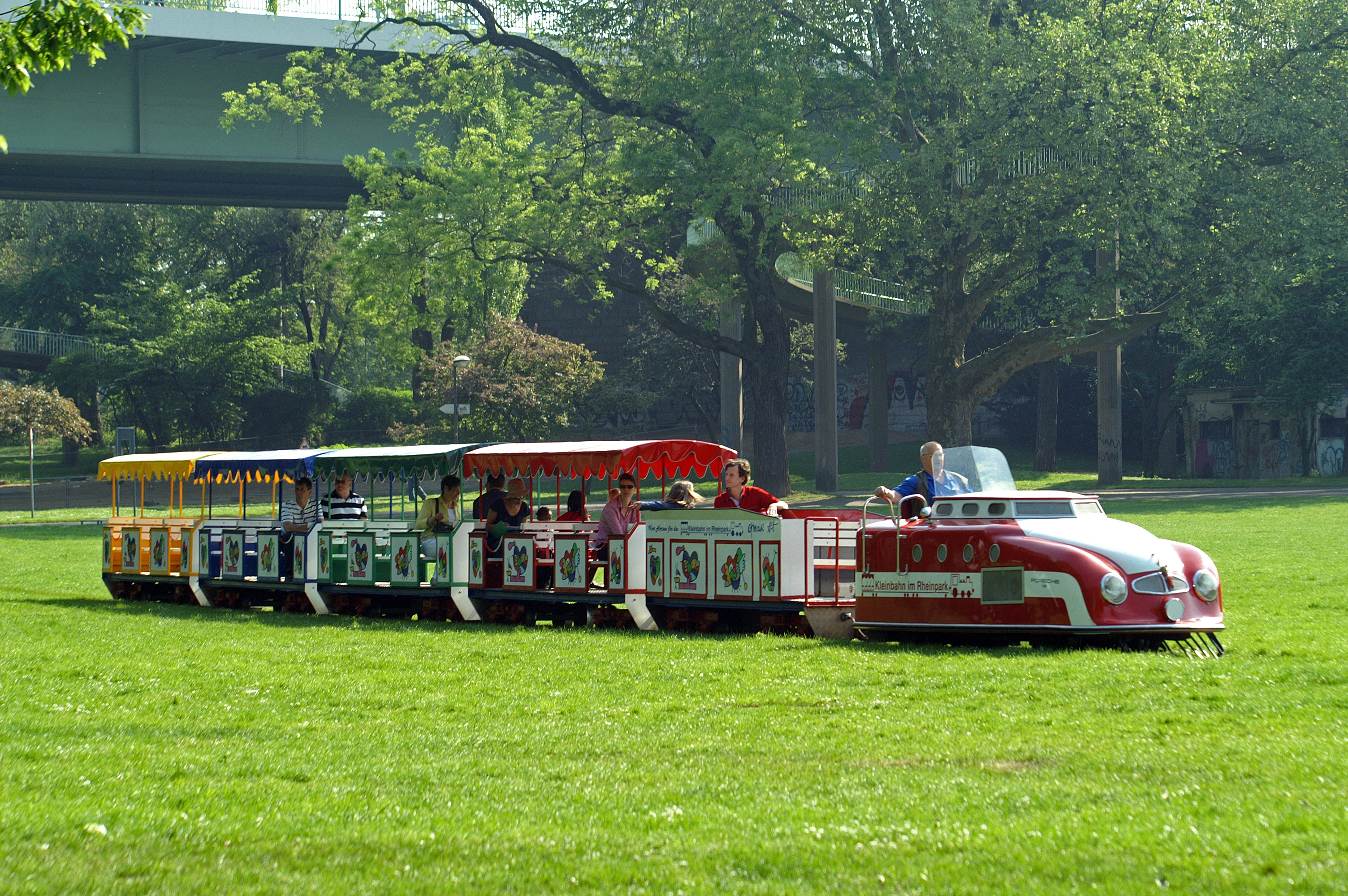
Zug 3 der Kölner Rheinparkbahn mit der Porsche-Lokomotive von 1959, wie sie auch während der BUGA 71 unterwegs waren

Die beiden Luftseilbahnen und die Parkeisenbahn der Bundesgartenschau 1957 nutzte auch die Gartenschau von 1971. Näheres dazu siehe hier.  Die Verbindung zwischen den beiden Ausstellungsflächen, Rheinpark und Riehler Aue, wurde mit Schiffen über den Rhein sichergestellt.

## Ergebnis
4,4 Mio. Besucher sahen sich die Bundesgartenschau 1971 an den 179 Öffnungstagen an.